# Naubates prioni
Naubates prioni är en insektsart som först beskrevs av Günther Enderlein 1908.  Naubates prioni ingår i släktet Naubates och familjen fjäderlöss. Inga underarter finns listade i Catalogue of Life.